# Copăcești, Vrancea
Copăcești este un sat în comuna Ruginești din județul Vrancea, Moldova, România.
Actuala localitate Copăcești a fost până în sec. XVII lângă Adjud, la km. 4, astăzi mai sunt câteva case acolo. Satul se numește așa deoarece acolo erau mulți copaci (pădure), care au fost defrișați odată cu așezarea locuitorilor în zonă. Între primele familii care au venit aici amintim: Fam. Avram, Bușila, Miron, Hagiu, Ursache, apoi și altele.
Satul are mai multe zone: Tonca, Zghera, Cerguță, Itești, Hultoane, Tipu, Parășoaia, Boga.
Biserica  are hramul Sfântul ierarh Nicolae și este așezată în mijlocul satului. 
Populația este majoritar Ortodoxă. Satul a fost centru administrativ o perioadă, aici era Primăria, de ea aparțînând satul Slobozia (acum aparține de județul Bacău). Localitatea este frumos împodobită cu Troițe ortodoxe, atât în sat cât și pe drumurile ce deservesc anumite parcele agricole.Este amplasat într-o zonă de deal, fiind ultimul bastion al viței-de-vie din județul Vrancea, vecin cu o frumoasă pădure, pe malul drept al Râului Trotuș.
 Acest articol despre o localitate din județul Vrancea este deocamdată un ciot. Puteți ajuta Wikipedia prin completarea lui.

.